# فلیکیانو ریوییا
فلیکیانو ریوییا  (به اسپانیایی: Feliciano Rivilla) بازیکن فوتبال اهل اسپانیا است که از سال ۱۹۶۰ تا ۱۹۶۵ میلادی عضو تیم ملی فوتبال اسپانیا بوده و در ۲۶ بازی ملی حضور داشته‌است. او در بازی‌های ملی‌اش گلی به ثمر نرساند.